# Cheilosia diminuta
Cheilosia diminuta är en tvåvingeart som först beskrevs av Tokuichi Shiraki 1930.  Cheilosia diminuta ingår i släktet örtblomflugor, och familjen blomflugor. Inga underarter finns listade i Catalogue of Life.